# 흔한이름
《흔한이름》은 2020년에 제작한 대한민국의 영화이다.

## 캐스팅

### 주연
- 주가영 : 박민서 역

### 조연
- 오태은 : 어머니 역

## 같이 보기
- 2020년 대한민국의 영화 목록

## 수상
- 2020년 제21회 대구단편영화제 후보 로컬존
- 2020년 제14회 여성인권국영화제 후보 피움초이스